# Bourbon-ház
A Bourbon-ház (franciául: Maison de Bourbon) egy francia eredetű uralkodócsalád, ami a Capeting-dinasztiából ered. Franciaországban először a 16. században kerültek hatalomra, a 18. századra pedig elfoglalták Spanyolország, Nápoly, Szicília és Parma trónját is. Az uralkodóház tagjai adják a mai Spanyolország királyait és Luxemburg nagyhercegeit.
A Bourbon-házat 1272-ben alapította IX. Lajos francia király legifjabb fia, Róbert, Clermont grófja, amikor feleségül vette a Bourbon uradalom örökösnőjét. 1527-ben, III. Károly, Bourbon hercegének halálával az uralkodóház főága kihalt, ezzel a Bourbon–Vendôme-i ág vált a család genealógiailag rangidős ágává. 1589-ben, a Valois-házi III. Henrik francia király fiúutód nélküli halálakor III. Henrik navarrai király örökölte a francia trónt, egyesítve Navarrát a Francia Királysággal. A Bourbonok uralkodtak az országban egészen 1792-ig, a francia forradalomig, majd Bonaparte Napóleon 1815-ös végleges bukását követően ismét trónra kerültek 1830-ig, a júliusi forradalomig, amikor is végleg trónfosztották őket.
1700-ban, a Habsburg-házból való II. Károly spanyol király unokaöccsét, Fülöp, Anjou hercegét, XIV. Lajos francia király második unokáját nevezte meg utódjának a spanyol trónra. Bár Bourbon királyok ültek mind Francia, mind pedig Spanyolország trónján, az 1713-as utrechti békeszerződésben kikötötték, hogy a két ország trónja sosem egyesülhet, a két királyság uralkodói pedig nem formálhatnak igényt a másik fél címére. A Spanyol Bourbonok közül kerültek ki később Nápoly és Szicília (majd 1816-tól Két Szicília Királyságának), valamint a Parmai Hercegség (1801 és 1807 között az Etruriai Királyság) uralkodói. A parmai ágból származó Félix, I. Róbert parmai herceg fia 1919-ben vette feleségül Sarolta luxemburgi nagyhercegnőt, ezzel a Bourbon–Parmai-ház a mai luxemburgi nagyhercegek agnációs vonala.

## A dinasztia eredete
A család neve a 10. században létrejött bourboni uradalomra megy vissza, ami a Közép-Franciaországban, a mai Allier megyében. 1272-ben IX. Lajos legkisebb fia, Robert de Clermont gróf feleségül vette Béatrice de Bourgogne-t, Bourbon örökösét, megalapítva a Bourbon-házat. Gyermekük, Lajos idején, 1327-ben Bourbonból hercegség lett, ettől kezdve használta a Bourbon családnevet.
Sajátos módon nem a Bourboni Hercegség volt a család legtovább megmaradó birtoka, azt ugyanis 1523-ban a királyi birtokok közé olvasztották, miután a felségáruló III. Károly herceget birtok- és rangvesztésre ítélték. (Utódai 1539-ben visszakapták a Montpensier-i Hercegséget.) Így a Bourbon-család Vendôme-ága került előtérbe; ebből a családból származott a házassága révén navarrai királlyá váló Antal herceg és fia, Henrik is, aki 1589-ben megörökölte a francia trónt.

## Egy szerteágazó dinasztia megalapítója

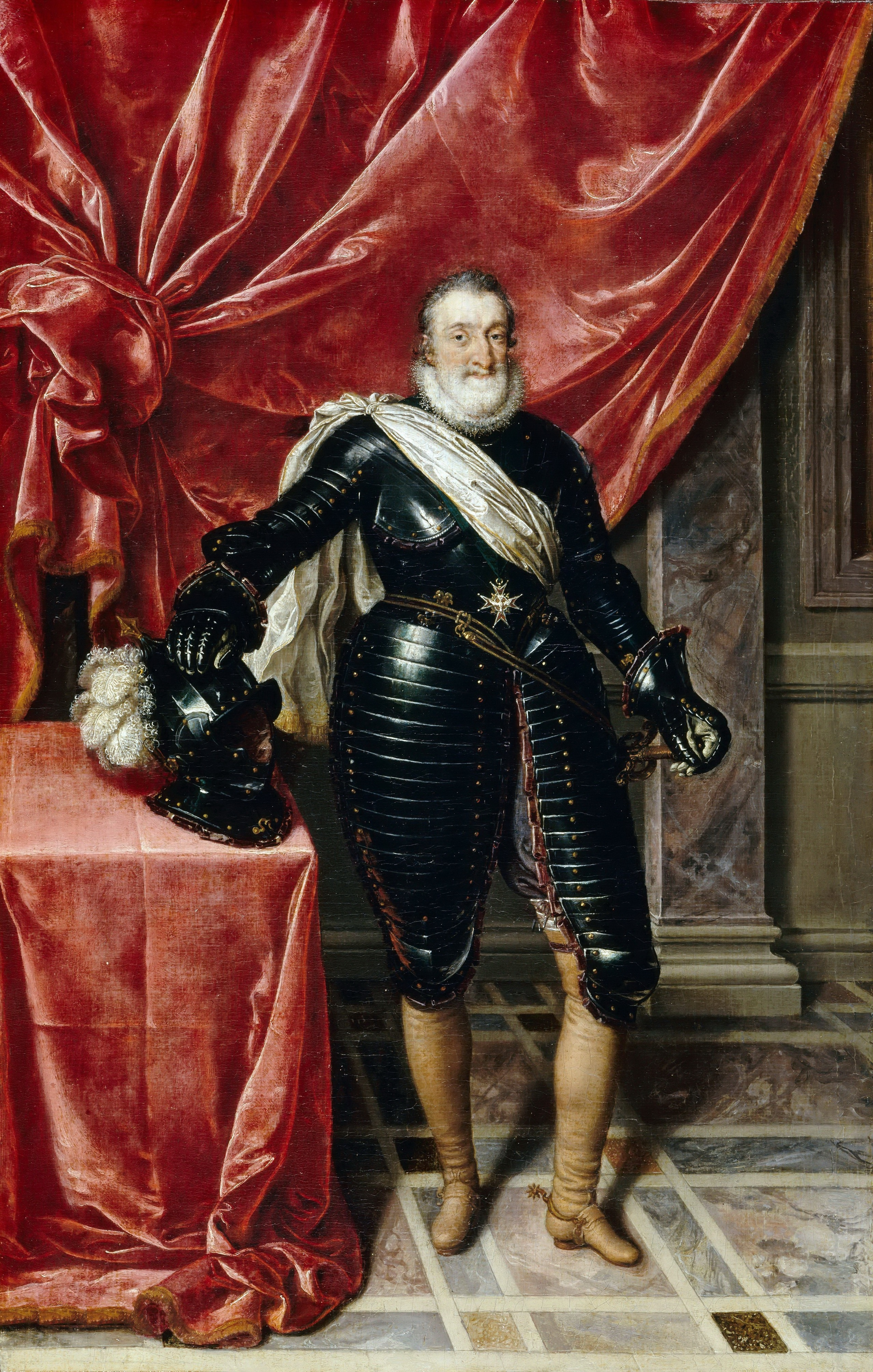
IV. Henrik, a Bourbon-ház első koronás fője

Az első Bourbon, aki trónra léphetett, IV. Henrik volt. 1553. december 13-án látta meg a napvilágot a Navarrai Királyságban. Nem akármilyen családba született, hiszen apja, Antoine de Bourbon IX. (Szent) Lajos francia király leszármazottja volt, így Capeting vér is folyt az ereiben. Anyja, Jeanne d’Albret, III. Johanna néven Navarra királynője volt, és I. Ferenc, francia király unokahúga.
Henrik igen korán megtapasztalhatta az uralkodás minden fortélyát, hiszen 1563-ban apja meghalt, ezért ő örökölte a vendôme-i hercegi címet. Mivel mindössze tízéves volt, mellé régensként kinevezték II. Gaspard de Coligny admirálist. Nem kellett sokáig várnia az újabb magas rangot hozó címre sem, hiszen 1568-ban meghalt nagybátyja, Lajos, Condé hercege, akit nemcsak hercegi címéről ismertek a francia királyi udvarban, hanem úgy is, mint a hugenották vezetőjét. Ez árnyékot vetett rá, és Henrikre is, aki nagybátyja halála után a hugenották élére állt. 1572-ben, anyja halála után III. Henrik néven Navarra uralkodójává vált, és a francia trón környékén is egyre gyakrabban emlegették fel a nevét.
Medici Katalin anyakirályné, IX. Károly befolyásos anyja 1572-ben Párizsba hívta Henriket, hogy feleségül adja hozzá Margit nevű leányát. Ezzel a gesztussal végre véget akartak vetni a hugenották és a katolikus udvar ellenségeskedésének. De Katalinnak esze ágában sem volt kibékülni a hugenottákkal, és az augusztus 24-ei fényes esküvő helyett a Szent Bertalan-éjszakai mészárlás tette emlékezetessé a napot. A királyi katonák nem kíméltek egyetlen hugenottát sem, és idővel Párizson kívül is kardélre hányták őket.
Henrik megmenekült, mivel élt a felkínált lehetőséggel, és átkeresztelkedett. Miután visszatért dél-franciaországi birtokaira, megtagadta katolikus keresztségét, és folytatta a hugenották szervezését. A véres események után a nyugalmat 1584-ben rázta meg az úgynevezett Három Henrik csatája, amelyben a hugenották utolsó erejüket latba vetve próbáltak visszavágni az udvarnak. A csatában meggyilkolták III. Henrik francia királyt. Mivel a Valois-ház Henrik után nem rendelkezett egyenesági férfi leszármazottal, Henrik foglalhatta el a francia trónt.
Azonban Franciaországban erős ellentábor alakult ki Henrik uralma ellen, hiszen protestánsként akarta elfoglalni a trónt. A bíboros megtagadta a koronázást, és egész Párizsban forrt a levegő Henrik ellen. Kitört a polgárháború, amelyet ugyan Henrik megnyert, de az egész ország nyomására végül 1594-ben visszavette a katolikus vallást. Ekkor hangzott el az azóta szállóigévé vált mondata, miszerint: Párizs megér egy misét.

## A Bourbon Franciaország

### Richelieu színre lép
1598. április 13-án Henrik kiadta a nantes-i ediktumot, amely Franciaország egyetlen hivatalos vallásának a katolicizmust ismerte el. De az ediktum egyúttal azt is írásba foglalta, hogy a hugenottáknak ugyanolyan jogok járnak, mint a katolikusoknak. Ezzel véget ért az országot már több évtizede nyugtalanságban tartó vallás- és polgárháborúk kora. IV. Henriknek sok dolga akadt a háborúk tépázta országban. Trónra lépése után megkötötte Spanyolországgal a vervins-i békét, amely rögzítette a határokat, és a spanyol fél elismerte Henrik jogát a francia trónra.
A béke megteremtése után nekilátott országa fejlesztésének. Ebben nagy segítségére volt képzett államminisztere, Maximilien de Béthune. Békés uralkodása során Henrik lecsökkentette a taille névre keresztelt birtokadót, támogatta a mezőgazdaságot, és a középítkezések fellendítésével több embernek is munkát és fizetést biztosított. Országutakat fektetett le, és megépíttett az első francia csatornát is. Több ipart is meghonosított az országban (ilyen volt a később világhírre szert tett gobelin is), és igyekezett birodalma minden szegletében védelmezni a protestánsokat.
Henrik első véres emlékekhez kötődő házassága Margittal, örökös nélkül maradt, így a francia uralkodó hamarosan elvált tőle, és 1599-ben feleségül vette Medici Máriát, akitől két évvel később megszületett Lajos nevű gyermeke. Lajos még csak kilencéves volt, amikor 1610. május 14-én meggyilkolták apját Párizsban, éppen a protestánsok védelmére esküdött politikája miatt.
A gyermek XIII. Lajos helyett először anyja kormányozta az országot, aki fia teljes mellőzésével vágott bele az uralkodásba. 1615-ben Lajost III. Fülöp spanyol király leányával, Ausztriai Anna infánsnővel (1601–1666) házasította össze. Lajos egyre nehezebben viselte el anyja uralkodását, aki az udvar anyagi gondjain próbált enyhíteni. Ezért aztán szövetségeseivel megölette anyja kegyelt államminiszterét, Concino Concinit, és ezzel véget vetett a női uralomnak.
Lajos igen gyenge kezűnek bizonyult, hiszen helyette hamar felesége ragadta magához a kormányrudat. De Anna sem bizonyult sikeres kormányzónak, így pár év baljós uralkodás után Lajos király Armand Jean du Plessis de Richelieu herceget, ismertebb nevén Richelieu bíborost nevezte ki államminiszterévé.

### A francia abszolutizmus fénykora

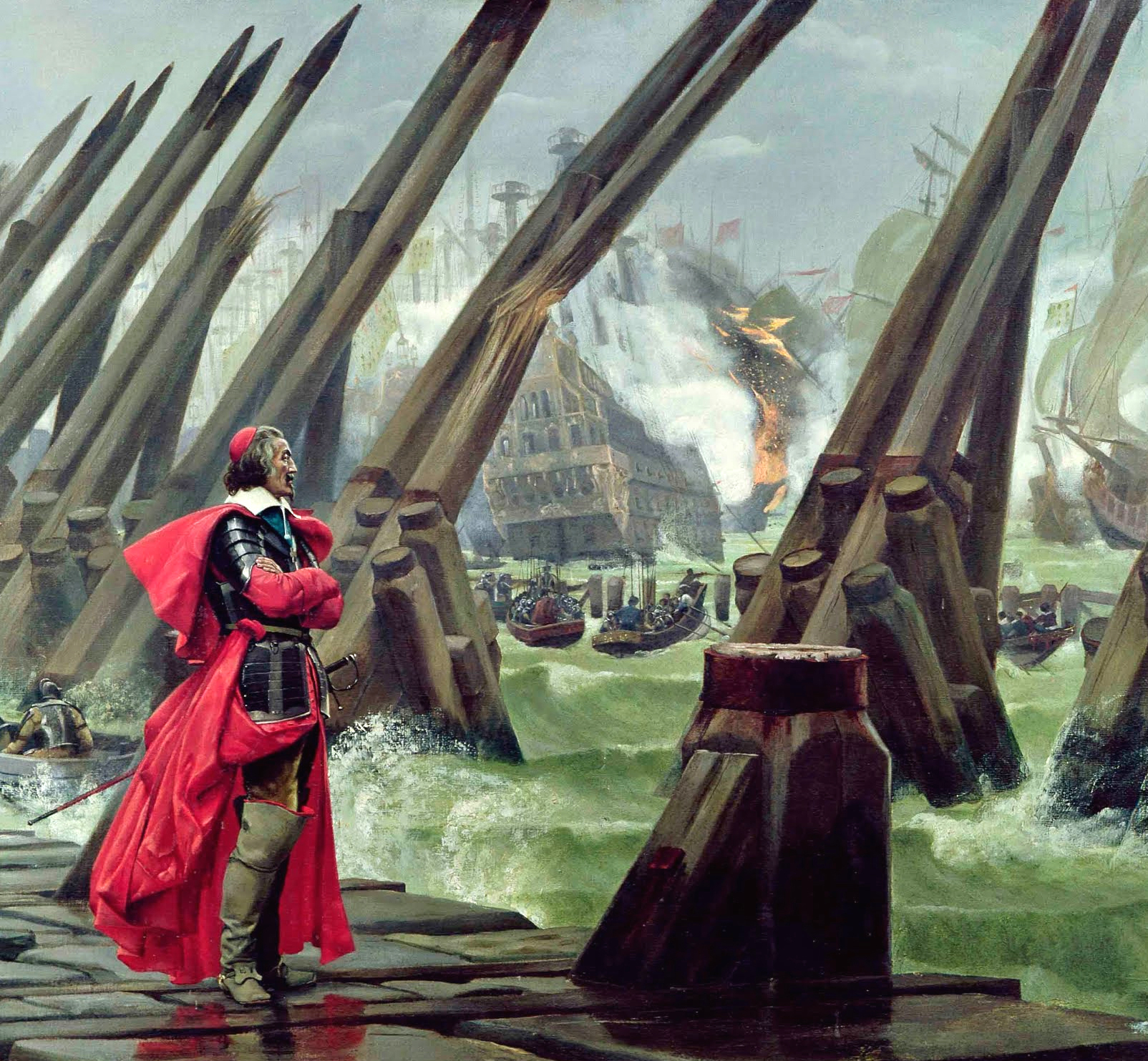
Richelieu bíboros La Rochelle ostrománál

XIII. Lajos nem is képzelte, mennyire meghatározó embert választott országa irányítására. Richelieu mindenekelőtt ambiciózus volt. Emellett nagyra becsülte a francia udvar hatalmát. Valójában a gyenge kezű Lajost idővel teljesen kirekesztette az uralomból, és már külföldön is elsőként a bíboros neve hangzott el, ha Franciaország vezetője került szóba.
Richelieu bíboros Habsburg-ellenes politikát képviselt Európában. Legfőbb célja az volt, hogy Lajos uralma alá kerüljön az egész kontinens. Ebben saját hatalmának növekedését is látta, ezért nem válogatott azokban az eszközökben, amelyek céljához vezették. 1625-ben Lajos húgát, Henrietta Mária királyi hercegnőt I. Károly angol királyhoz adta feleségül. (Később I. Károlyt egyebek mellett a mélyen katolikus Henrietta Mária miatt űzték el trónjáról.)
Ebben az időben alakult ki az abszolút monarchia, amely egészen a forradalomig meghatározta az ország politikai berendezkedését. Mindez Richelieu két legfontosabb törekvésének eredménye volt. A bíboros egyrészt francia hegemóniára törekedett, másrészt arra, hogy az egész országot az uralkodó központi hatalma alatt egyesítse. Ez utóbbit úgy próbálta elérni, hogy létrehozta az intendánsok, a nem nemesi származású hivatalnokok széles rétegét. Az intendánsok az udvartól olyan jogokat és kiváltságokat nyerhettek el, amelyek korábban csak nemeseknek jártak, ezért erősen kötődtek az őket kinevező udvarhoz, feltétlen engedelmességet fogadtak a királynak, kiváltságos helyzetüket kiváló munkával szolgálták meg. A Lajos koronája alatt egyesített ország hatalma nemcsak a hűséges hivatalnokok és besúgók hálózatán, hanem a haderő belföldi akcióin is nyugodott. Idő múltával a bíboros végleg megszüntette a déli hercegségek függetlenségét.
A királyi hadsereg nem pihenhetett sokat, ugyanis a törekvő államminiszter a harmincéves háborúba is bevonta országát. A Habsburgok elleni francia törekvések eredményét Richelieu már nem láthatta meg, mert 1642-ben meghalt. Utódjául Jules Mazarin bíborost jelölte. Közben Lajost 23 évnyi házasság után 1638-ban végre fiú gyermekkel ajándékozta meg Anna királyné. A gyermek apja után szintén a Lajos nevet kapta. 1643-ban XIII. Lajos is elhunyt, trónját kiskorú fia örökölte, helyette anyja, Anna anyakirályné kormányzott, régensként.

XIV. Lajos, a Napkirály

### A Napkirály országa
Anna szívesen látta a Richelieu által kinevezett Mazarin bíborost államminisztereként, aki elődjének politikáját kiválóan ismerte. Mint később bebizonyosodott, alkalmazni is tudta azt. Franciaország fényes diadalt aratott a harmincéves háborúban, és 1648-ban a vesztfáliai békében olyan feltételeket diktálhatott, amelyek mellett a királyság Európa egyik vezető hatalmává vált. A békeszerződésben a francia politikának sikerült elérnie, hogy a nagy keleti ellenfél, a Német-római Birodalom végleg darabjaira hulljon. A külpolitikai sikerek után Mazarin és az ötévesen trónra került Napkirály, XIV. Lajos abszolutisztikus rendszere ellen polgárháború robbant ki, amelyet a francia nemesség kezdeményezett. A Fronde néven ismert harcokban végül a királyi csapatok kerekedtek felül.
A belső gondok megoldása után Mazarin figyelme újra az európai hegemóniára irányult. Már csak egyetlen hatalom maradt, amely veszélyeztette Franciaország hatalmát, a Habsburgok által uralt Spanyol Királyság. A két királyság között háború robbant ki, amely egészen 1659-ig elhúzódott, és amelynek végén ismét Mazarin diadalmaskodott. A pireneusi szerződés garantálta Franciaország elsőségét a kontinensen, és azt is előírta, hogy Lajos feleségül veszi IV. Fülöp spanyol király leányát, Mária Terézia infánsnőt. 1660-ban meg is tartották az esküvőt, és alig egy évvel később megszületett XIV. Lajos első fia, aki szintén a Lajos nevet kapta. Mazarin azonban 1661. március 9-én elhunyt.
A franciák legnagyobb meglepetésére XIV. Lajos kijelentette, hogy nem kíván új államminisztert kinevezni, és egyedül fog uralkodni. A Napkirály szeme előtt is birodalmának nagyobb dicsősége lebegett, mindent meg is tett ennek öregbítéséért. Hat évébe került, mire sikerült úgy megreformálnia Franciaország pénzügyeit, hogy fenntarthassa Európa legnagyobb hadseregét. Ezt nem pusztán nagyzási hóbortból tette, hanem a szomszédos birodalmak kárára több háborút is kezdeményezett. Negyven év alatt három nagy háborút vívott meg. Ezek ugyan mind területi gyarapodásokkal jártak, mégsem érték meg a beléjük fektetett pénzt és emberveszteséget.
1683-ban meghalt Mária Terézia királyné, és XIV. Lajos feleségül vette szeretőjét, Françoise d’Aubigné-t, Maintenon márkinőjét, aki – egyéb erényei mellett – mély vallásos hitével is befolyása alá tudta vonni Lajost. A Napkirály 1685-ben visszavonta a nantes-i ediktumot, és megerősítette a katolikus egyház helyzetét.
A mindmáig egyedülálló versailles-i palotaegyüttes építtetéséről is rendelkező Lajos 1700-ban kezdett bele utolsó, legnagyobb hadi vállalkozásába, amikor II. Károly spanyol király örökös nélkül meghalt. A francia udvart és a Habsburg-házat is közvetlen rokoni kapcsolatok kötötték a spanyol uralkodókhoz. Az elhunyt Károly unokaöccse, Fülöp, Anjou grófja állt vele a legközelebbi rokonságban. A Habsburgok azonban attól tartottak, hogy a spanyol trón megszerzése után a Bourbon–ház hatalma veszélyesen megnövekszik. Ráadásul Lajos sem rejtette véka alá nagyravágyó terveit. A tengeri hatalmak, Anglia és Hollandia is veszélyeztetve látták érdekeiket, és a Habsburgok oldalára álltak. Ez a szövetség üzent hadat Franciaországnak. 1701-ben kitört a spanyol örökösödési háború, amely 12 éven át tartott. Befejeztével annak egyenlegét Versailles-ban felemásan lehetett megítélni. Egyfelől Lajos elérte, hogy unokája foglalhassa el a spanyol trónt. Másfelől több megszerzett területet fel kellett adnia, ezekkel a Habsburg Birodalom erősödött. Ezen felül a háborúk hatalmas költségei az államcsőd szélére sodorták Franciaországot. Ennek megoldása már túlnyúlt XIV. Lajos uralkodásának időszakán, aki az európai történelem leghosszabb uralkodása után, 1715. szeptember 1-jén meghalt.

### A gyengülő abszolutizmus

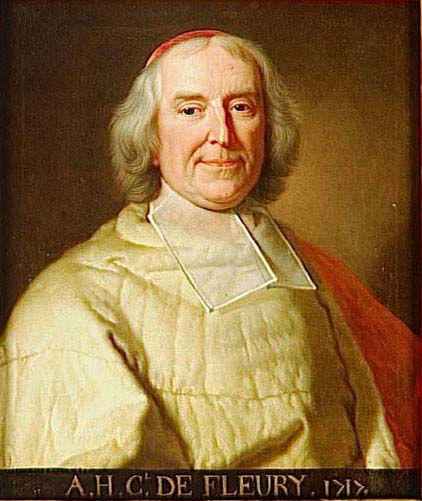
Fleury bíboros portréja (Élisabeth Vigée Le Brun műve)

XIV. Lajos olyan hosszú időn át uralkodott, hogy túlélte gyermekeit, és unokáit is. Így dédunokája, a mindössze ötéves XV. Lajos követte a trónon. Az egymást követő Lajosok sorában ő volt harmadik, aki mellé kiskorúsága idejére régenst kellett kinevezni. Ezt a tisztséget most II. Fülöp, Orléans hercege kapta meg, aki XIV. Lajos szigorú fegyelme után léhaságot és erkölcstelenséget hozott a királyi udvarba. Az országot feszítő problémák, és az államcsőd nem különösebben foglalkoztatta Fülöp herceget, inkább bálokat rendezett a versailles-i kastélyban. Fülöp herceg 1723-as halála után Louis IV. Henri de Bourbon-Condé hercege főminiszterként vette át az állam irányítását. Elérte, hogy XV. Lajos nem a spanyol király leányát vette feleségül (akit már eljegyeztek számára), hanem Leszczyńska Mária lengyel királyi hercegnőt, I. Szaniszló király leányát. A főminiszter ugyanis azt akarta, hogy a betegeskedő XV. Lajos korai halála esetén ne legyen trónvitája V. Fülöp spanyol királlyal. Ha ugyanis XV. Lajos özvegye V. Fülöp király leánya lett volna, akkor a francia trónt XV. Lajos halála esetén nem Bourbon-Condé hercege, hanem V. Fülöp örökölte volna. 1725-ben meg is tartották az esküvőt, emiatt a spanyol udvar komolyan megneheztelt Bourbon-Condé hercegre.
1726-ban a gyengélkedő uralkodó államminisztere a spanyol udvar nyomására Fleury bíboros lett, egy végtelenül jámbor és békeszerető ember, aki teljesen elfordult elődeinek hódító politikájától. Minden lehetséges eszközzel megpróbálta elkerülni a háborúkat, de ez éppen az előző uralkodók nagyhatalmi tervei miatt nem mindig sikerült. Első konfliktusát a lengyel trón körüli vitákban kellett megoldania. 1733-ban meghalt II. Erős Ágost lengyel király, trónjára a francia udvar (és főként Mária királyné) nyomására immár másodjára Szaniszlót választották meg. Oroszország és a Habsburg Birodalom katonai erővel beavatkoztak, kitört a lengyel örökösödési háború, amelynek során Szaniszlót elűzték. Ennél jelentősebb volt az 1740-ben kirobbanó osztrák örökösödési háború, amelyben Franciaország II. Frigyes porosz király mellé állt, szemben Mária Teréziával, a Habsburg Birodalom trónjának örökösével. A háború még javában dúlt, amikor 1743-ban Fleury bíboros meghalt.
XV. Lajos nagy nehézségek árán lezárta a számára veszteséges háborút, és visszasüppedt a hedonista udvari életbe, amelyet 1745-től kezdve egyik ágyasa, Madame de Pompadour márkiné irányított. Az ő hatására lépett be Franciaország a hétéves háborúba a Habsburg Birodalom oldalán. A poroszok mellől elpártolt francia udvar történetének legnagyobb vereségét szenvedte el ebben a háborúban. Az 1763-ban aláírt párizsi békeszerződés szerint Franciaország összes tengerentúli birtokait Nagy-Britannia szerezte meg, és ezzel a szigetország vált a világ vezető hatalmává. A francia hegemónia kudarcát tetézte, hogy 1765-ben meghalt XV. Lajos egyetlen fia, Lajos Ferdinánd herceg, így unokája lett a trónörökös, a dauphin. 1774. május 10-én pedig meghalt a trón elherdálójaként is jellemzett XV. Lajos is.

### A forradalom és a Bourbonok
A XV. Lajos udvarában divatossá vált dőzsölés folytatódott unokája, XVI. Lajos udvarában is. 1770-ben feleségül vette Mária Terézia császárné legkisebb leányát, Marie Antoinette-et. Lajos 1778-ban minden tőle telhető segítséget megadott az amerikaiaknak a britek ellen vívott függetlenségi háborúban, de ez nem csillapította a hazai elégedetlenséget, amely egyre nőtt, és egyre hangosabb lett.

A Bastille ostroma

Lajos nem törődött azzal a súlyos problémával, hogy még XIV. Lajos idejében csődközelbe jutott az ország, és a versailles-i kastély csillogó báltermeiből nem látta át azt sem, hogy alattvalói számára az államcsőd éhínséget és gazdasági válságot jelent. Annyira kedvelt asztalosműhelyéből végül elő kellett jönnie, mivel az ország olyan mély válságba került, hogy pénzügyeit gyors reformmal kellett helyreállítani. Az erélytelen uralkodó azonban nem volt képes megoldani a válságot, ezért arra kényszerült, hogy összehívja a rendeket.
1789. május 5-én Versailles-ban ült össze a rendi gyűlés, amely heves vitákban elvetette a király igényeit. Az elégedetlen képviselők alkotmányozó nemzetgyűléssé alakultak, és átvonultak a kastély kertjében álló labdaházba. Lajos képtelen volt megakadályozni a dolgok alakulását, hiszen a rendi gyűlés nemesi küldötteinek nagy része is a polgárságot támogatta. Mindenesetre a király parancsára szoros katonai blokádot vontak Párizs köré. Az alkotmányozó nemzetgyűlés a válságból való kilábalás első lépéseként a király uralkodói jogainak korlátozását határozta el. Ezt Lajos először nem akarta elfogadni, de a városban elterjedt a hír, hogy a Párizs köré vont sereg támadni készül. Erre július 12-én elszabadult a pokol, és július 14-én fegyveres tömeg megostromolta a Bastille-t. Kitört a forradalom. Lajos még aznap kénytelen volt elfogadni jogainak korlátozását. Később 1791 júniusában az éj leple alatt megpróbált külföldre szökni, de elfogták, és családjával együtt börtönbe zárták.
1792. szeptember 21-én kikiáltották a köztársaságot. Capet Lajost, Franciaország királyát halálra ítélték, és 1793. január 21-én lefejezték. Marie Antoinette-et és gyermekeit, Lajos Károly herceget és Mária Terézia hercegnőt börtönbe zárták. A királypártiak következetesen XVII. Lajosként nevezték a fogságban tartott gyermeket. Október 16-án Marie Antoinette-et is vérpadra küldték, és 1795-ben Lajos Károly herceg, a trónörökös is meghalt tuberkulózisban.
A Konzulátus utolsó évében, 1804 márciusában Bonaparte tábornok, az Első Konzul – royalista összeesküvés vádjával – külföldről elraboltatta és kivégeztette Enghien hercegét, a Bourbon–Condé ág utolsó férfisarját, ezt követően decemberben a Szenátus már akadálytalanul megszavazta a tábornok császárrá választását.

### Egy királyság utolsó felvonása
1814. április 11-én Napóleon lemondott a francia császári trónról, azt ismét a Bourbon-ház foglalhatta el. XVI. Lajos öccse, XVIII. Lajos lépett a trónra. 1815 márciusában Napóleon megszökött fogvatartóitól, és száz napos uralma idejére újra elűzte a Bourbonokat. Lajos nemzetközi segítséggel július 18-án győzte le véglegesen a „korzikait” Waterloo-nál. XVIII. Lajos uralkodásának legnagyobb jelentősége az 1814-ben kiadott liberális alkotmány volt, amellyel a francia politikai osztály egyes rétegeit megbékítette, a királypártiakat azonban nem.
1824-ben bekövetkezett halála után a trónt konzervatív öccse, X. Károly foglalta el, aki ott folytatta, ahol XVI. Lajos 1789-ben abbahagyta. Minden liberális vonást száműzött uralkodásából. Úgy gondolta, végre visszaszerezheti mindazt, amit a csőcselék annak idején családjától elvett. Talleyrand megfogalmazása szerint „A Bourbonok semmit sem tanultak, és semmit nem felejtettek.” Károly a forradalom értékeit múló hóbortnak tekintette, ezeket semmibe véve kormányozta országát. Egymás után adta ki új törvényeit, amelyek a felsőház érdekeit képviselték, semmibe véve a forradalom vívmányait és a köznépre támaszkodó, népes alsóházat. Az utolsó csepp a pohárban az volt, hogy Károly 1829-ben államminiszterré nevezte ki Jules de Polignacot, akiben az alsóház nem bízott. A parlament alsóháza 1830. március 18-án feliratban bírálta az uralkodó intézkedését, mire Károly július 26-án rendeletet adott ki, amelyben betiltotta a személyét sértő kritikákat.
Ez felingerelte az alsóház tagjait. Párizs népe fellázadt X. Károly ellen. Csak a mérsékelt politikai vezetőkön múlt, hogy az 1793-as tragédia nem ismétlődött meg. Károly lemondott trónjáról előbb fia, Lajos Antal herceg, majd unokája Bordeaux hercege javára. A Nemzetgyűlés azonban augusztus 7-én Orléans-i Lajos Fülöp herceget választotta királlyá. A „polgárkirály” liberális uralkodása során súlyos társadalmi feszültségek keletkeztek, az 1848. februári forradalomban a júliusi monarchia is elbukott, kikiáltották a köztársaságot, a Bourbon-ház végleg elveszítette hatalmát Franciaországban.
A család főága sohasem ismerte el törvényesnek Orléans-i Lajos Fülöp uralkodását. X. Károly 1836-os halála a francia legitimisták Károly fiát, Lajos Antalt, Angoulême hercegét kiáltották ki királynak, XIX. Lajos néven. Ő azonban sohasem uralkodhatott Franciaországban. Unokaöccsét, X. Károly unokáját, Henrik herceget, Chambord grófját szintén a trón várományosának jelölték. Ő volt az utolsó Bourbon trónkövetelő.

### A harmadik esély küszöbén
1873-ban, nem sokkal a poroszoktól elszenvedett vereség után maga Otto von Bismarck támogatta az esetleges harmadik francia Bourbon-restaurációt is, Franciaországban Henrik herceget, Chambord grófját széles támogatottsággal rendelkezett. Azonban a herceg feltételül szabta az aranyliliomos, fehér  Bourbon lobogó használatát a forradalmi trikolor helyett francia nemzeti zászlóként. A teljesen szimbolikus presztízskérdés miatt kialakult konfliktusban a Nemzetgyűlésben az államforma kérdésében tartott szavazás során a köztársaság egyetlenegy szavazattal győzött a Bourbon-restaurációval szemben. A herceg korlátolt kompromisszumképtelensége a francia monarchia utolsó valós restaurálási esélyének eljátszását jelentette, holott 1871 után a királyság helyreállítása egy ideig szinte biztosnak tűnt. Mivel nem voltak gyerekei, így a spanyol ág 1715-ös kizárása miatt az öröklésből, Lajos Fülöp, a Bourbon-ház Orléans-i ágából származó utolsó francia király unokája, Párizs grófja követte volna a trónon, így egyesítve az 1830 óta szemben álló két Borbon mellékágat, valamint a legitimista és az Orléans-i királypárti frakciókat.

Az aranyliliomos Bourbon fehér lobogó.

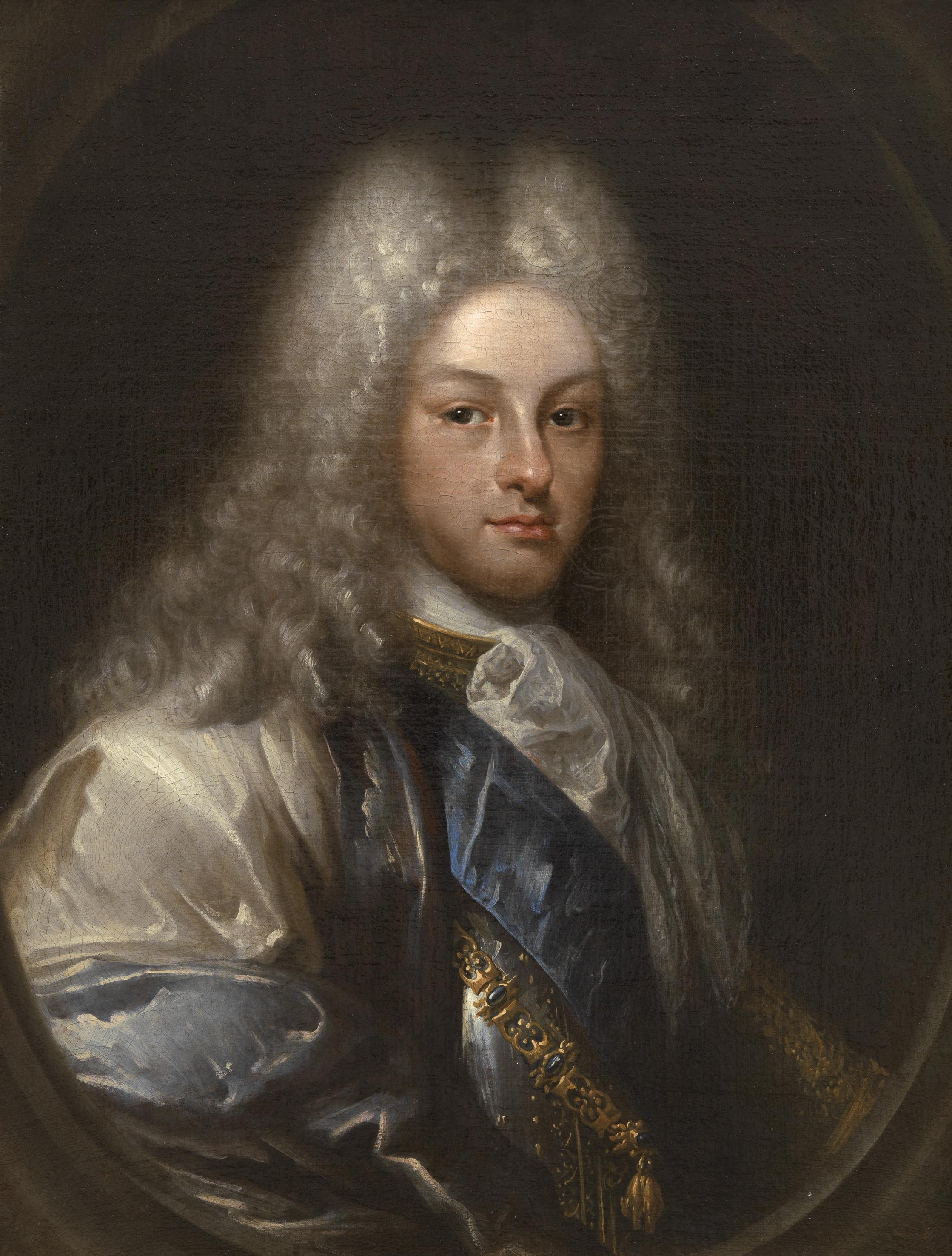
V. Fülöp spanyol király

## A Bourbonok Spanyolországa
Lásd még: Spanyolország történelme

### Spanyol örökösödési háború
Bővebben: Spanyol örökösödési háború

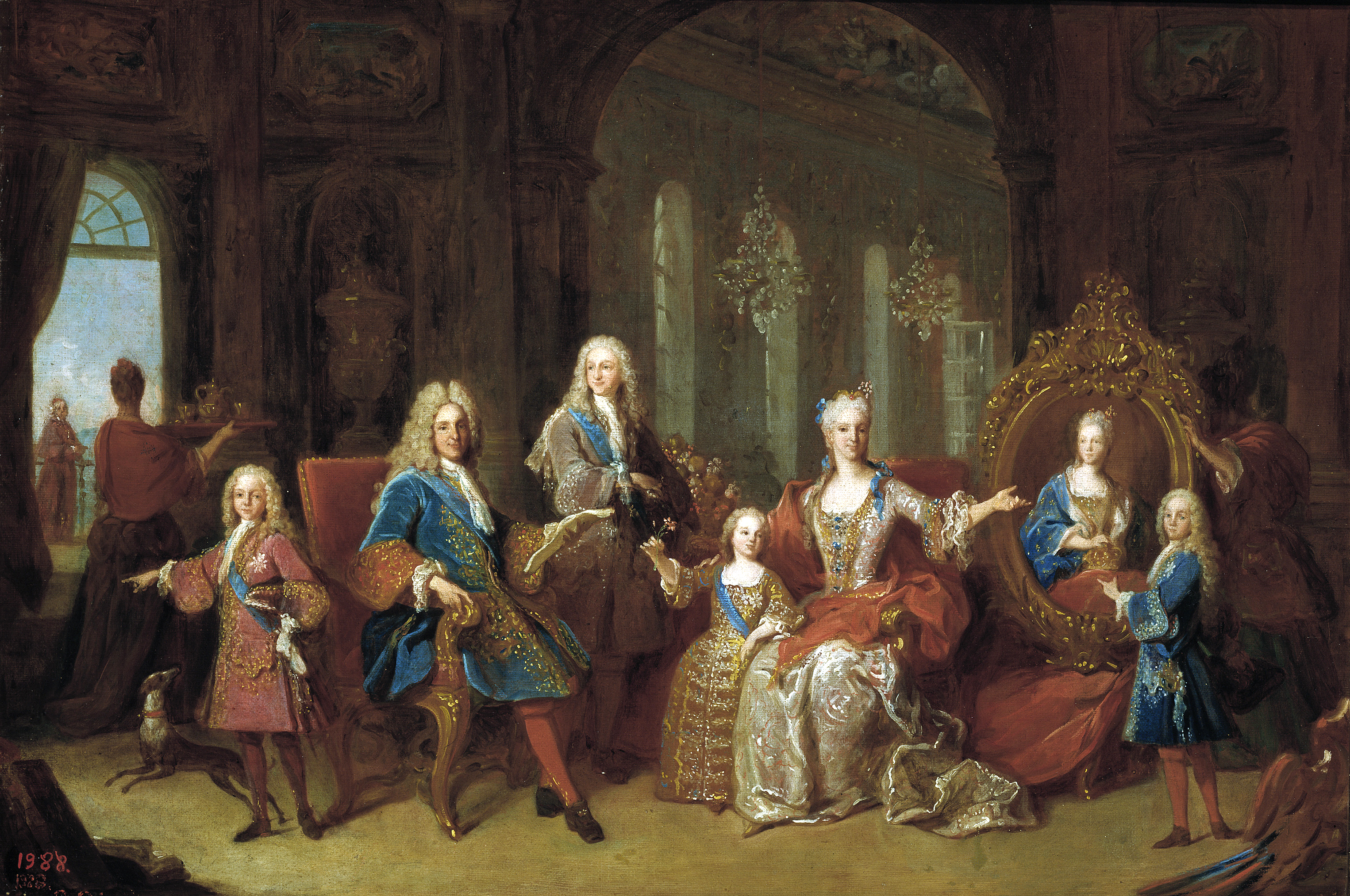
V. Fülöp spanyol király családja körében, balról-jobbra haladva: Ferdinánd infáns, Fülöp király, Lajos asztúriai herceg, Fülöp infáns, Farnese Erzsébet királyné, Mária Anna Viktória infánsnő és Károly infáns

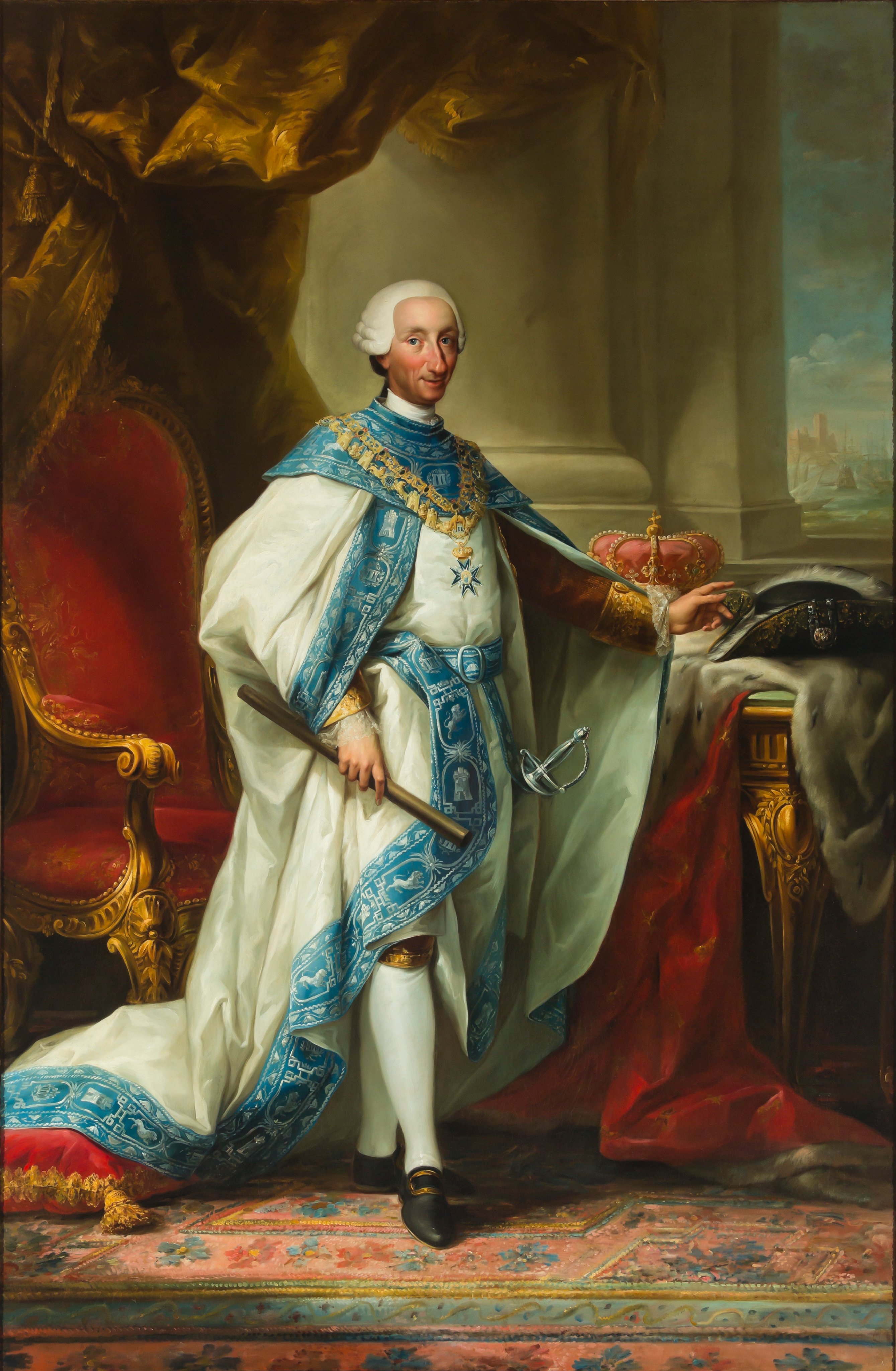
III. Károly, aki spanyol, valamint nápolyi és szicíliai király, továbbá Parma és Piacenza hercege is volt

Spanyolországban a Bourbon-ház a spanyol örökösödési háború árán kerülhetett hatalomra. Az első Bourbon-házi uralkodó, Fülöp, Anjou hercege lett, XIV. Lajos francia király unokája. Őt a Habsburg-ház utolsó spanyol monarchája, II. Károly jelölte, akinek a számos testi és mentális betegsége okán nem volt fiú örökössel. Fülöp IV. Fülöp spanyol király dédunokája volt, mivel annak leánya, Anna infánsnő lett XIII. Lajos francia király felesége.
Károly döntése azt jelentette, hogy a nagyhatalmi ambíciókra törő Napkirály saját családtagját juttathatja a Spanyol Birodalom élére is. A két királyság szövetsége vagy egyesítése az európai hatalmi viszonyok felborulásával fenyegetett, ez sértette a tengeri hatalmak (Anglia és Hollandia) és a Habsburg Birodalom érdekeit. Ezek a hatalmak szövetségbe tömörültek a francia-spanyol érdekszövetség ellen. II. Károly döntését legerősebben a I. Lipót német-római császár ellenezte, aki a Habsburg felmenők jogán éppúgy igényt formált a spanyol trónra, mint a francia király unokája. A franciaellenes szövetséget Lipót császár kovácsolta, Anglia és Hollandia csatlakozásával. 1700-ban meghalt II. Károly, egy évvel később a szövetségek között kitört a spanyol örökösödési háború. A tizenkét éven át pusztító háborút 1713. április 11-én az utrechti béke zárta le, amelyben a szövetségesek elismerték V. Fülöpöt Spanyolország királyának, de a Habsburg Birodalom elfoglalhatta a Milánói Hercegséget, a Nápolyi Királyságot és Spanyol-Németalföldet, a Savoyai-ház pedig megkapta Szicíliát.

### Abszolutizmus kora
V. Fülöpnek két gyermeke született első házasságából, de miután hamar megözvegyült, 1714-ben feleségül vette az itáliai nemesasszonyt, Farnese Erzsébetet. Tőle is két fia született. Felesége sugalmazására Fülöp elhatározta, hogy visszahódítja az utrechti békében elveszített itáliai spanyol területeket. Seregei 1717-ben katonai offenzívával elfoglalták Szardíniát és Szicíliát is, de ez utóbbinak elvesztése már sértette Anglia és a Habsburg Birodalom érdekeit. Fülöp 1720-ban tárgyalóasztalhoz kényszerült. A hágai szerződésben lemondott a Szardíniáról (ezt II. Viktor Amadé savoyai herceg kapta meg cserébe az elvesztett Szicíliáért). Fülöp viszont elismertette a négy nagyhatalommal (Anglia, Habsburg Birodalom, Hollandia és Franciaország) a Bourbonok jogát a parmai hercegi trónra.
Fülöp 1724-ben lemondott a spanyol trónról első házasságából származó fia, Lajos javára. A fiú még abban az évben meghalt, ezért Fülöp ismét trónra lépett. 1733-ban, amikor Franciaország belekeveredett a lengyel örökösödési háborúba, XV. Lajos francia királlyal, a nagybátyjával megkötötte a „családi egyezség”-et, amelyben a két király Fülöp fiának, Károly parmai hercegnek juttatta a Nápolyi Királyság trónját. Végül az 1738-as békében a Habsburg Birodalom Parmáért cserébe elismerte Károlyt a Nápolyi Királyság és Szicíliai Királyság uralkodójának. Ezzel kiteljesedett Fülöp itáliai törekvéseinek egy része. 1746-ban bekövetkezett haláláig még az osztrák örökösödési háborút kihasználva is növelte itáliai birtokait.
V. Fülöp halála után annak első házasságából származó második fia, VI. Ferdinánd lépett a spanyol trónra. Ellentétben apja aktív külpolitikájával, Ferdinánd igyekezett békét teremteni országa számára. A békeszerető uralkodó nem kezdett újabb itáliai hódító hadjáratokba, és nem vett részt az európai nagyhatalmi vitákban sem. Uralkodásának idején a belső gondokat próbálta enyhíteni, és a gazdaságot helyreállítani. Az 1756-ban kezdődő hétéves háborút is elkerülte országával, bár a francia udvar ezt erősen sérelmezte.
VI. Ferdinánd 1759-es halála után apja özvegye, Farnese Erzsébet anyakirályné idősebbik fia, III. Károly foglalhatta el a spanyol trónt. Károly személyében ismét egy energikus uralkodó került a trónra: 1761-ben felújította a családi egyezményt Franciaországgal, a következő évben seregei élén már Anglia ellen ragadott fegyvert. Erejének java részét arra fordította, hogy megakadályozza angol térnyerést Európa vezető politikai körében. Ezért a tengerentúlon is mozgósított az angolok ellen, akik az amerikai függetlenségi háborúban az új szabad nemzet kialakulása mellett ragadtak fegyvert London ellenében.

#### Napóleoni háborúk
Bővebben: napóleoni háborúk
A spanyol trónt III. Károly 1788-ban bekövetkezett halála után fia, IV. Károly foglalta el. Négy évvel trónra lépése után 1792-ben a forradalmi Francia Köztársaság háborúi elérték Spanyolországot is. Bonaparte Napóleon hadjáratai több Bourbon uralkodót súlyosan érintettek. Napóleon elűzte IV. Ferdinándot a Nápolyi Királyságból és elűzte a Parmai Hercegség Bourbon uralkodóját is. Az elűzött hercegeket Napóleon a Toszkánai Nagyhercegség területén általa létrehozott csatlós Etruriai Királyság trónjával próbálta kárpótolni, de hamarosan ide is saját családtagjait helyezte.
IV. Károlyt 1793. március 7-én hadat üzent Franciaországnak. 1795-ben békét kötöttek, amely 1796. augusztus 19-ére szövetséggé alakult. Ez Károly államminiszterének, Manuel de Godoy befolyására történt, aki meggyőzte uralkodóját arról, hogy gyermeke, Ferdinánd az ő trónjára tör. A spanyol államvezetés bizonytalanságát kihasználva Napóleon 1808-ban betört az országba, és március 19-én lemondatta trónjáról Károlyt. A spanyol trón VII. Ferdinándé lett, akit végül Napóleon lemondatott apja javára. Április 30-án megtörtént a személycsere, ezt követően Napóleon „felkérte” Károlyt, hogy testvére javára mondjon le ismét. Napóleon Spanyolország koronáját bátyjának, Joseph Bonaparténak adta tovább. Ez belső háborúhoz vezetett, a Bourbonok csak 1813-ban tudták visszaszerezni a spanyol trónt.

### Alkotmányos monarchia kora

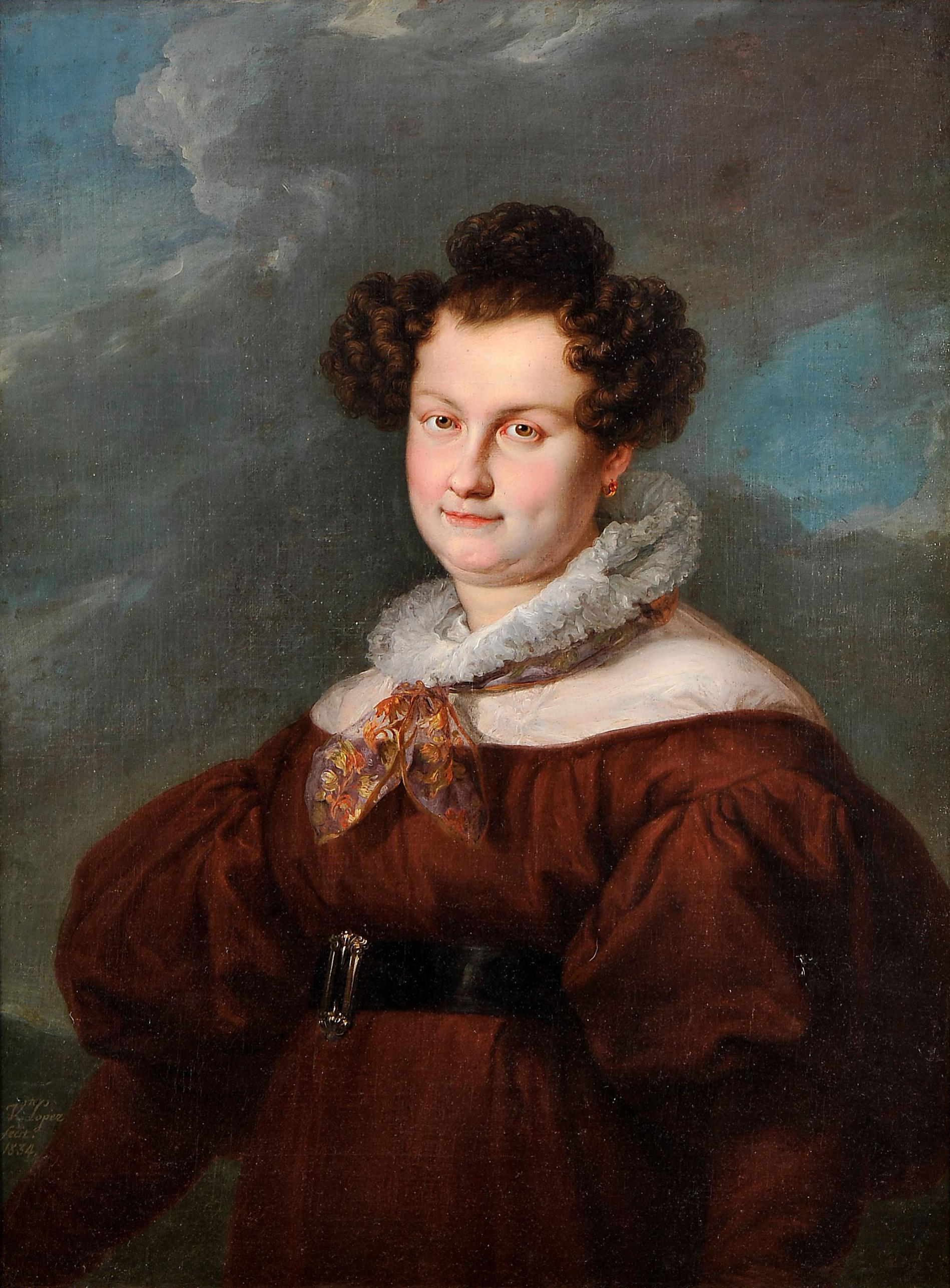
Mária Krisztina királyné, VII. Ferdinánd negyedik felesége, a Spanyol Birodalom régense, aki I. Ferenc szicíliai kettős király leányaként a Bourbon-ház nápoly–szicíliai ágából származott

A Bourbon-monarchiák közül csak a Spanyol Királyság érte meg a 20. századot. A napóleoni háborúk után a királypártiak restaurálták a Bourbon-házi VII. Ferdinánd uralmát. A francia forradalom vívmányai azonban ide is eljutottak: a spanyol nép 1820-ban fellázadt Ferdinánd király uralkodása ellen, és rákényszerítették királyukat arra, hogy alkotmányban korlátozza saját jogait. Az alkotmányos monarchia 1823-ig maradt fenn, amikor is a bécsi kongresszus szellemében a francia királyi haderő betört az országba, és Ferdinánd mellé állva érvénytelenítette az alkotmányt.
1829-ben VII. Ferdinánd negyedszer is megnősült, rokonát, Mária Krisztina nápoly–szicíliai királyi hercegnőt vette feleségül. A hercegnő I. Ferenc szicíliai kettős király és Mária Izabella királyné leánya volt, így anyai ágról ő maga is IV. Károly király unokája volt. Ebből a házasságból sem született férfi örökös csak két leány, Mária Izabella és Lujza Ferdinanda, ezért az örökösödési törvényt megváltoztatva idősebb leányát, Izabella infánsnőt jelölte utódjának.

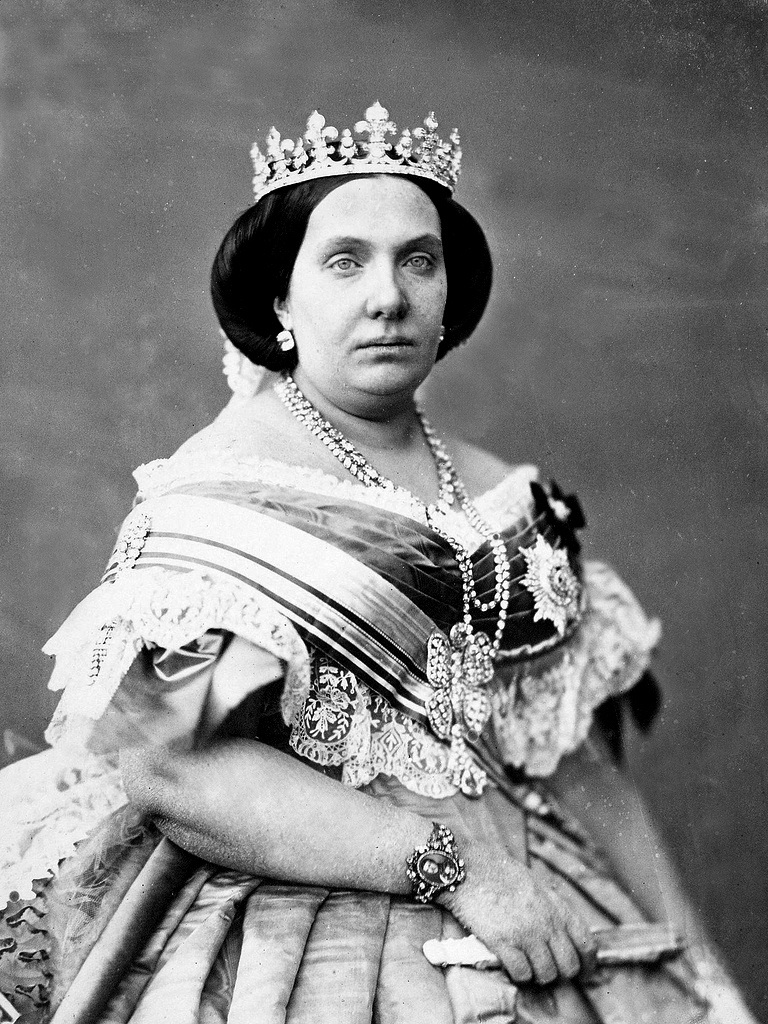
II. Izabella királynő, aki a Bourbonok első és egyetlen női uralkodója volt 1833-tól 1868-as trónfosztásáig

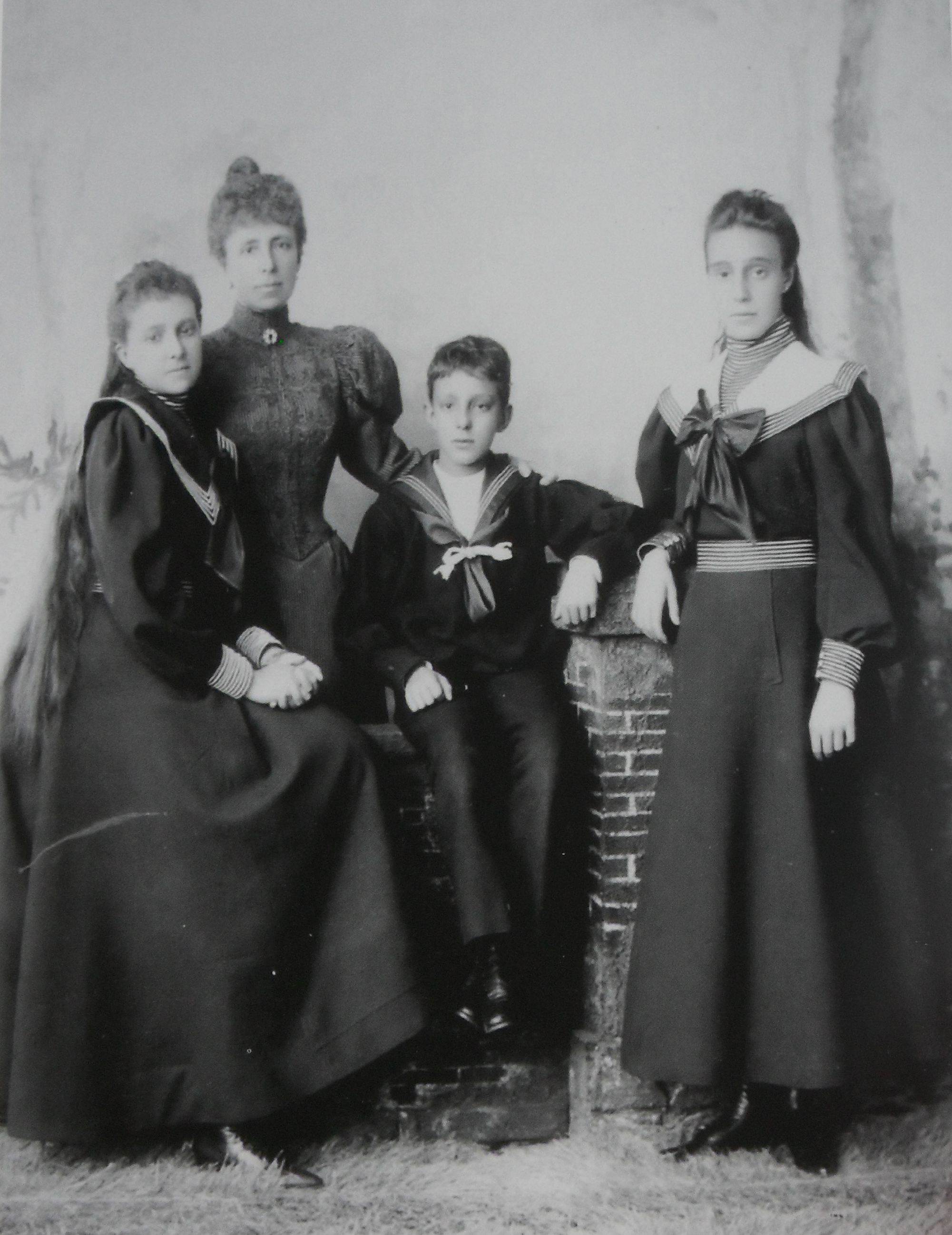
A spanyol királyi család 1897-ben, hátul a régens anyakirályné, Ausztriai Mária Krisztina, elöl balról-jobbra haladva Mária de las Mercedes asztúriai hercegnő, XIII. Alfonz és Mária Terézia infánsnő

A mindössze három éves II. Izabella 1833-ban lépett trónra. Régensként anyja, Mária Krisztina anyakirályné irányította az országot. A megváltoztatott örökösödési törvények Ferdinánd öccsét, Károly infánst kizárták az örökösödésből, ami trónviszályokhoz vezetett. Mária Krisztina anyakirályné tudta, hogy leánya uralmának fenntartásához meg kell nyernie a liberálisokat. 1834-ben alkotmányt adott ki, amellyel ellehetetlenítette az abszolút hatalom hívének számító Károlyt. A katalán és baszk területek mégis az infáns mögött sorakoztak fel, mivel az alkotmány a központi hatalmat erősítette, a területi autonómiát elnyomta. A harcok 1839-ig húzódtak, végül Károly vereséget szenvedett és száműzetésbe kényszerült.
II. Izabella 1843-ban vette át az ország tényleges irányítását. 1846-ban feleségül ment Francisco de Asís María, Cádiz hercegéhez, saját első-unokatestvéréhez. Ferenc volt Ferenc de Paula infáns fia, IV. Károly király unokája. A katonaság fellázadt a királynő uralma ellen, és 1868-ban lemondásra kényszerítették fia, Alfonz infáns javára, a Bourbonokat azonban elűzték Spanyolország trónjáról.

### Bourbon-restaurációk
A spanyol rendek új uralkodót kerestek, amit több év múlva II. Viktor Emánuel olasz király másodszülött fiában, Savoyai Amadé hercegben meg is találtak. Amadé 1871-ben tette le az esküjét a spanyol alkotmányra Madridban. I. Amadé király uralkodásának kezdetétől szembe kellett néznie a zavaros belpolitikai helyzettel, a különböző nemzetiségek követeléseivel, merényletekkel, és Kuba függetlenségi mozgalmával. Amadé nem tudta uralni a kialakult helyzetet, ezért 1873-ban kormányozhatatlannak bélyegezte a spanyol népet, és lemondott trónjáról. Még aznap éjjel kikiáltották az első spanyol köztársaságot, amely mindössze két éven át létezett.
A parlament, a Cortés 1874-ben a királypártiak nyomására visszahívta a trónra a Bourbonokat. Izabella fia, XII. Alfonz elfogadta a trónt, ezzel másodszor állították vissza a Bourbon-ház uralmát. II. Izabella nagybátyja, Károly infáns továbbra is trónkövetelőként lépett fel, de 1876-ban végleg legyőzték, és ismét száműzték a királyságból. Alfonz a cseppet sem enyhült spanyol belpolitikát egy liberális alkotmánnyal próbálta elsimítani, de az eredményeket korai halála miatt már nem láthatta.
1886-ban XIII. Alfonz foglalhatta el a trónt. Helyette anyja, Ausztriai Mária Krisztina királyné régensként kormányzott. Alfonz 1906-ban feleségül vette Battenbergi Viktória Eugéniát, Viktória brit királynő unokáját. Alfonz igen visszafogott szerepet játszott a kialakult alkotmányos monarchia politikai életében, megőrizte országa semlegességét az első világháborúban. 1930-ban azonban ismét köztársasági irányultságú mozgalmak uralták el a spanyol politikát, és 1931-ben Alfonznak menekülnie kellett az országból.

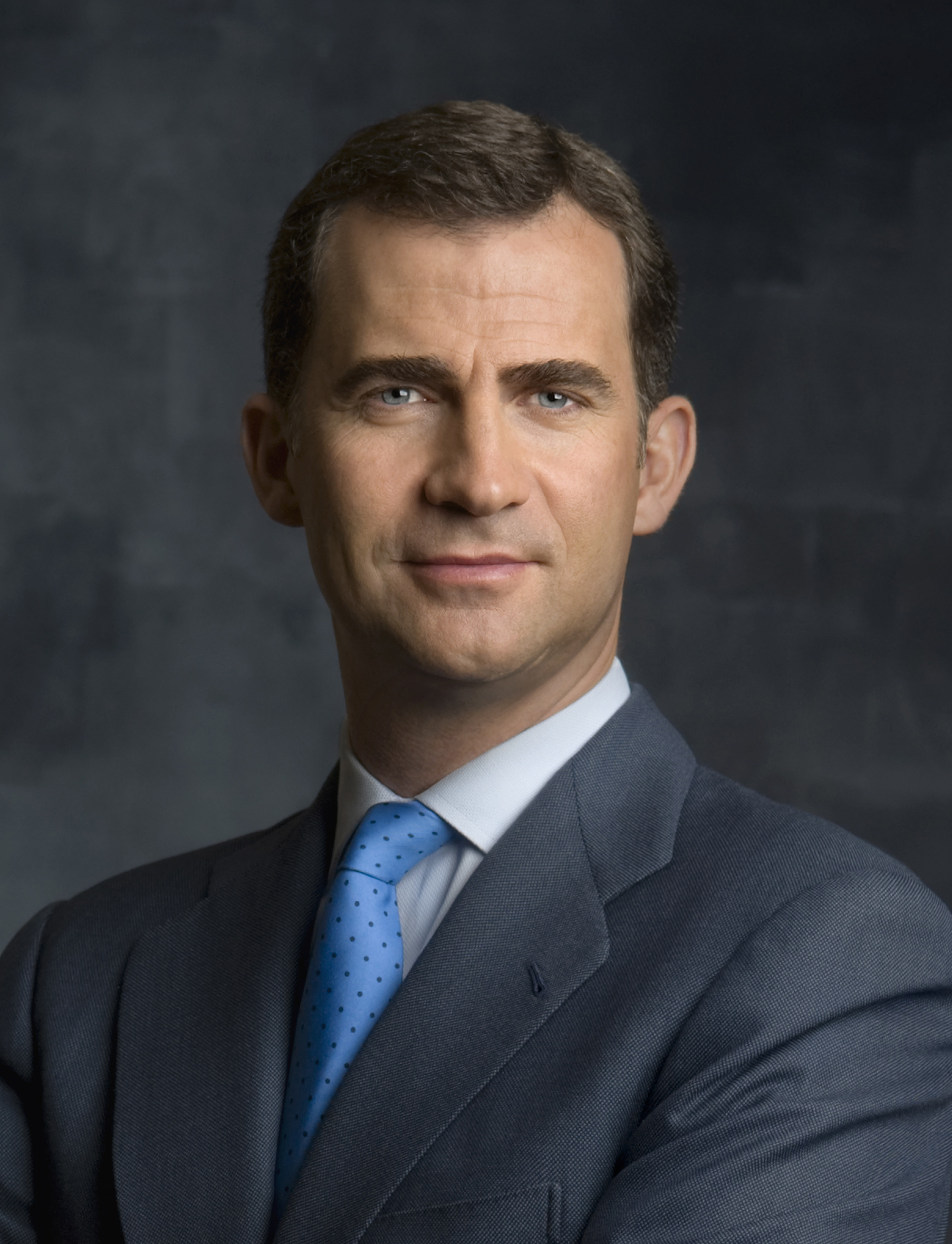
Spanyolország jelenlegi uralkodója, VI. Fülöp király, aki az egyetlen regnáló Bourbon uralkodó a világon

Hivatalosan Alfonz sosem mondott le trónjáról, de az országban kikiáltották a második köztársaságot, amely a különböző csoportok és nemzetiségek vitája miatt a spanyol polgárháborúba torkollott. 1936-ban a háború kavarodásából Francisco Franco tábornok került ki győztesen, és lassan kialakította diktatúráját, amely 1939-ben nyerte el totális jellegét. A második világháború rémségein átvezető korszak is Franco nevéhez fűződik, akinek irányítási módszerei gyakran ütköztek az Egyesült Nemzetek Szervezete és más nemzetközi szervezet, vagy ország ellenkezésébe.
Nagy meglepetésre Franco tábornok-elnök 1969-ben János Károly herceget, a Bourbon-ház tagját nevezte ki utódjává, bár még életben volt János Károly apja, XIII. Alfonz fia, János, Barcelona grófja is, a trón jogos várományosa. A herceg igen közel állt Francóhoz, és a Cortés arra számított, hogy ő is folytatni fogja Franco politikáját. János Károly azonban, amikor 1975-ben, Franco tábornok halála után elfoglalhatta a spanyol trónt, elfordult a diktatúrától és demokratizálta Spanyolországot. Az 1978-as alkotmánnyal lehetővé tette az ország nyitását Európa felé. János Károly azonban 2014. június 18-án lemondott a trónról egyetlen fia, Fülöp infáns számára. Így már VI. Fülöp a spanyol állam feje, és az egyetlen regnáló Bourbon-házi monarcha a világon.

## A Bourbonok Itáliában

### A Két Szicília Királysága
Napóleon bukása után I. Ferdinánd ismét elfoglalhatta helyét a Két Szicília Királysága trónján. 1820. július 2-án a dél-itáliaiak fellázadtak a Bourbon-uralom ellen, és arra kényszerítették Ferdinándot, hogy adjon alkotmányt népének, és ezzel országa alkotmányos monarchiává alakuljon át. Az alkotmány bő egy hét múlva készen is állt, mivel azonban az 1815-ös bécsi kongresszus résztvevői az abszolút uralom fenntartására esküdtek fel, ezért az Osztrák Császárság csapatai 1821-ben lerohanták Nápolyt és a király visszavonta az alkotmányt.
1825-ben Ferdinánd fia, I. Ferenc léphetett a trónra, de öt év múltán meghalt, trónját az ő fia, II. Ferdinánd örökölte. 1848-ban Európát újra elöntötte a forradalmi eszme, így Ferdinánd abszolút hatalmát is elsöpörte a nép lázadása. Egy liberális alkotmány kiadásával sikerült elkerülnie a trónfosztást, de a reakció túlerejének hatására 1849-ben visszavonta az alkotmányt. A Bourbonokat gyűlölő ország trónjára 1859-ben II. Ferenc király került, aki apja politikáját követve uralkodott királyságán. Északról azonban már trónra lépésének idejében elindultak az Itáliát egyesítő seregek. 1860. szeptember 7-én Giuseppe Garibaldi vezetésével elfoglalták Nápolyt, ennek hatására II. Ferenc júliusban ismét törvényerőre emelte a liberális alkotmányt, hogy megtartsa a még el nem foglalt területeit. De ekkor már késő volt, az egész királyság fellázadt a Bourbon uralom ellen. 1861. március 17-én a Két Szicília Királyságát végleg beolvasztották az újonnan kikiáltott Olasz Királyságba.

### Parma
Miután Napóleon végleg lemondott, az egykor Bourbon uralom alatt álló Parmát Napóleon császár felesége, Mária Lujza kapta meg, élete fogytáig. A Bourbonokat átmenetileg Lucca hercegségével kárpótolták. Amikor Mária Lujza 1847-ben meghalt, a Bourbon-ház ismét elfoglalhatta Parma trónját. II. Károly lett Parma hercege, Lucca területét pedig a Habsburg Birodalom csatlós államává lett Toszkánai Nagyhercegséghez csatolták. Az 1848–49-es forradalmak után II. Károlyt fia, III. Károly követte, akit 1854-ben meggyilkoltak. Hatéves fia, I. Róbert követte, anyja régenssége mellett. A Bourbon-ház uralma azonban itt is véget ért, amikor szárd–francia–osztrák háborúban a II. Viktor Emánuel szárd–piemonti király erői III. Napóleon katonai segítségével legyőzték az osztrák haderőt, Parmát a Szárd–Piemonti Királysághoz csatolták, majd 1861-ben a Parmai Hercegség végleg megszűnt, beolvasztották az Olasz Királyságba.

## Bourbon uralkodók névsora

### Francia Királyság
Bővebben: Franciaország uralkodóinak listája
- Antoine de Bourbon (1518–1562) ∞ Jeanne d’Albret
  - IV. Henrik francia király (1553–1610) ∞ Maria de’ Medici
    - XIII. Lajos francia király (1601–1643) ∞ Spanyolországi Anna
      - XIV. Lajos francia király (1638–1715.) ∞ Spanyolországi Mária Terézia
        - Bourbon Lajos, „a Nagy dauphin” (1661–1711) ∞ Bajorországi Mária Anna Viktória
          - Bourbon Lajos, „a Kis dauphin” (1682–1712) ∞ Savoyai Mária Adelheid
            - XV. Lajos francia király (1710–1774) ∞ Leszczyńska Mária
              - Bourbon Lajos francia dauphin (1729–1765) ∞ Szászországi Mária Jozefa
                - XVI. Lajos francia király (1754–1793) ∞ Habsburg–Lotaringiai Mária Antónia
                  - XVII. Lajos névleges francia király (1785–1795) ∞ nem házasodott meg

                - XVIII. Lajos francia király (1755–1824) ∞ Savoyai Mária Jozefina
                - X. Károly francia király (1757–1836) ∞ Savoyai Mária Terézia
                  - XIX. Lajos névleges francia király (1775–1844) ∞ Franciaországi Mária Terézia
                  - Bourbon Károly Ferdinánd, Berry hercege (1778–1820) ∞ Bourbon–Szicíliai Mária Karolina
                    - V. Henrik névleges francia király (1820–1883) ∞ Habsburg–Estei Mária Terézia

### Spanyol Királyság
Bővebben: Spanyolország uralkodóinak listája
- Bourbon Lajos francia dauphin (1661–1711) ∞ Bajorországi Mária Anna Viktória
  - V. Fülöp spanyol király (1683–1746) ∞ (1.) Savoyai Mária Lujza (2.) Farnese Erzsébet
    - (1.) I. Lajos spanyol király (1707–1724) ∞ Orléans-i Lujza Erzsébet
    - (1.) VI. Ferdinánd spanyol király (1713–1759) ∞ Bragança Mária Borbála
    - (2.) III. Károly spanyol király (1716–1788) ∞ Szászországi Mária Amália
      - IV. Károly spanyol király (1748–1819) ∞ Bourbon–Parmai Mária Lujza
        - VII. Ferdinánd spanyol király (1784–1833) ∞ Bourbon–Szicíliai Mária Krisztina
          - II. Izabella spanyol királynő (1830–1904) ∞ Bourbon Ferenc cádizi herceg
            - XII. Alfonz spanyol király (1857–1885) ∞ Habsburg–Tescheni Mária Krisztina
              - XIII. Alfonz spanyol király (1886–1941) ∞ Battenbergi Viktória Eugénia
                - Bourbon János barcelonai gróf (1913–1993) ∞ Bourbon–Szicíliai Mária Mercédesz
                  - I. János Károly spanyol király (1938–) ∞ Görögországi Zsófia
                    - VI. Fülöp spanyol király (1968–) ∞ Letizia Ortiz Rocasolano

### Nápolyi Királyság
Bővebben: Nápoly uralkodóinak listája
- V. Fülöp spanyol király (1683–1746) ∞ Farnese Erzsébet
  - VII. Károly spanyol és nápolyi király (1716–1788) ∞ Szászországi Mária Amália
    - IV. Ferdinánd nápolyi király (1751–1825) ∞ Habsburg–Lotaringiai Mária Karolina

### Szicíliai Királyság
Bővebben: Szicília uralkodóinak listája
- V. Fülöp spanyol király (1683–1746) ∞ Farnese Erzsébet
  - V. Károly spanyol, nápolyi és szicíliai király (1716–1788) ∞ Szászországi Mária Amália
    - III. Ferdinánd nápolyi és szicíliai király (1751–1825) ∞ Habsburg–Lotaringiai Mária Karolina

### Két Szicília Királysága
Bővebben: Nápoly–Szicília uralkodóinak listája
- III. Károly spanyol, nápolyi és szicíliai király (1716–1788) ∞ Szászországi Mária Amália
  - I. Ferdinánd nápoly–szicíliai király (1751–1825) ∞ Habsburg–Lotaringiai Mária Karolina
    - I. Ferenc nápoly–szicíliai király (1777–1830) ∞ Spanyolországi Mária Izabella
      - II. Ferdinánd nápoly–szicíliai király (1810–1859) ∞ Savoyai Mária Krisztina
        - II. Ferenc nápoly–szicíliai király (1836–1894) ∞ Bajorországi Mária Zsófia

### Parmai Hercegség
Bővebben: Parma uralkodóinak listája
- V. Fülöp spanyol király (1683–1746) ∞ Farnese Erzsébet
  - I. Károly spanyol király, parmai herceg (1716–1788) ∞ Szászországi Mária Amália
  - I. Fülöp parmai herceg (1720–1765) ∞ Franciaországi Lujza Erzsébet
    - I. Ferdinánd parmai herceg (1751–1802) ∞ Habsburg–Lotaringiai Mária Amália
      - I. Lajos etruriai király (1773–1803) ∞ Spanyolországi Mária Lujza
        - II. Károly parmai herceg (1799–1883) ∞ Savoyai Mária Terézia
          - III. Károly parmai herceg (1823–1854) ∞ Louise Marie Thérèse d’Artois
            - I. Róbert parmai herceg (1848–1907) ∞ (1.) Bourbon–Szicíliai Mária Pia (2.) Bragança Mária Antónia

### Luxemburgi Nagyhercegség
- János luxemburgi nagyherceg (1964-2000) ∞ Jozefina Sarolta belga királyi hercegnő
  - Henrik luxemburgi nagyherceg (2000 óta)